# 松村正代
松村 正代（まつむら まさよ、1981年12月1日 - ）は、NHK職員。元アナウンサー。

## 人物
東京都調布市出身。東京都立国立高等学校を経て上智大学総合人間科学部社会福祉学科卒業後、2004年入局。

## 嗜好・挿話
- 上智大学時代にはチアリーディング部で全国大会に出場した経験がある。
- 新人研修時代の講師の森田美由紀を師と仰いでいる。
- 札幌放送局時代には『ほくほくテレビ』でコンビを組んでいた永井伸一の後を受け、地デジ大使“アナレンジャー”のNHK2代目女性隊員となった[1]。
- 既婚である（2015年度の『ニュース7のブログで、桑子真帆が投稿した画像の中に、松村アナの左手が写っており、薬指に指輪をはめていることを確認できる）[2]。
- 好きな食べ物はパンケーキ。
- 贔屓の力士は、自身と同名の正代直也。

## アナウンサー時代の出演番組
盛岡放送局時代
- 岩手のニュース・気象情報
- 探検ロマン世界遺産 - 盛岡放送局在籍時、リポーター（この番組で全国デビュー）
- 着信御礼!ケータイ大喜利（2006年7月16日）
- 生中継 ふるさと一番!（2007年1月29・30日）中継お届け人
- ひるっコいわて
- ママスタGoo!
- おばんですいわて

札幌放送局時代
- ほくほくテレビ（2007年度）メインキャスター
- 北京オリンピック（2008年8月、BS1）BS1中継日中帯進行
- NHKニュースおはよう日本（2008年8月25日 - 29日）礒野佑子の夏季休暇リリーフ
- NHKニュースおはよう北海道（2008年4月 - 2009年3月13日）平日・隔週
- ホンネで北海道（2008年9月19日）視聴者から寄せられた意見を紹介するサブキャスターを担当
- 第59回NHK紅白歌合戦 - 札幌ドーム・EXILE中継担当

東京アナウンス室時代
- ゆく年くる年（2010年1月1日）

※歌舞伎座から新年の中継担当。
- JAPAN CUP 2010 チアリーディング日本選手権大会 実況（2010年9月4日、NHK BS1）
- JAPAN CUP 2014 チアリーディング日本選手権大会 実況（2014年9月15日、NHK BS1）
- JAPAN CUP 2015 チアリーディング日本選手権大会 実況（2015年9月13日、NHK BS1）
- 2010年広州アジア大会（2010年11月18日 - 11月23日）スタジオ・キャスターを担当
- NHKニュース 正午枠の関東ローカルニュース（2009年4月 - 2011年3月）
- ゆうどきネットワーク（2009年4月 - 2011年3月）
- ニュースウオッチ9 フィールドリポーター（2011年4月 - 2013年3月）
- NEWS WEB
  - 橋本奈穂子の代理キャスター
    - 2013年5月22日 - 24日、8月19日 - 30日
    - 2014年3月17日 - 20日

  - 鎌倉千秋の代理キャスター
    - 2014年6月2日 - 4日、9月8日 - 12日
    - 2015年9月14日 - 24日
- NHKスペシャル「いま集団的自衛権を考える」司会（2014年4月12日）
- 北の生きもの百科 エゾシカ（ナレーション）
- 世界ふれあい街歩き ちょっとお散歩（ナレーション)
- NHKニュース7 （サブキャスター）
  - 祝日を除く月曜 - 金曜（2013年4月 - 2017年3月）[3]
  - 佐藤龍文の代理：2013年9月6日、7日
- ニュース・気象情報（午後8時45分：土曜・日曜）（2013年9月6日、7日）
- 首都圏ニュース845（キャスター）（祝日を除く月曜 - 金曜）（2013年4月 - 2017年3月）[3]
- あの日 わたしは 証言記録 東日本大震災 ナレーション（2014年 - ）
- クローズアップ現代+（2016年4月 - 2017年3月）
- 関口知宏のヨーロッパ鉄道の旅（BSプレミアム） - ナレーション
  - オーストリア編（2016年2月6日）
  - チェコ編 (2016年2月13日）
  - 日めくり版オーストリア編（2016年2月26日 - 3月4日）
  - 日めくり版チェコ編（2016年3月7日 - 18日）
- 日曜討論（2017年4月 - 7月1日）
- ごごナマ（プレゼンター）（2019年4月16日 - 2020年3月18日）

長野放送局時代
- 長野のニュース・気象情報
- ゆる信ワイド!